# Мезеји
 Мезеји, Маизаои или Мазаиои (стгрч.: Μαζαῖοι) били су илирска "народоносна заједница" централне и сјеверозападне Босне. Били су аутохтоно илирско племе, које је насељавало унутрашњост данашње Босна и Херцеговине, углавном у басену Сане и средњег тока Врбаса, отприлике око Врбање и Угра (550 п. н. е. - 300 не.). Ово подручје на картама тог времена називају Доњи Краји. Неке области ове територије дијелили су са Десидијатима / Деситиатима и Аутаријатима. Граничили су се са Дарданима (исток), Јаподима (запад, око Уне и Крке), Јасима, Колапијанима и Варцијанима (сјевер: Сава – Драва – Дунав), Либурнима и Делматима (југ), Бреуцима (сјевероисточно: данас Семберија) и Дериопима (југ: око Јајца и Пливе).
Као и остатали Илири, Мезеји су живјели у утврђеним или полу-утврђеним насељима, од пољопривреде, ловa и риболова. Антички писци (Херодиан, Ливије, Плиније, Страбон, Тхеопхрастус и други), Илире описују као људе високог раста, јаке и добре ратникe, склоне пићу. Нису одржавали личну хигијену, а живјели је у патријархалним заједницама. Према њима, сваке осме године дијелили су земљу (територију), разједињени у међусобним борбама и отпорима непријатељу. "Маизаиои" су имали 269 судија.
Међу Илирима
...Најпознатији су Дезитијати, Мезеји, Даорси, Далмати, Јаподи, Ардијејци, Аутаријати, Деури, Деретини ...
Када су освојили први далматинске отокe (229. п. н. е.), Римљани су основали своју покрајину Илирик. Након жилавог илирскоg отпора на њихову инвазију у унутрашњост, коначно cу освојили земљу значајног краљa Генција (Генције, 167. или 168. године п. н. е.). Читав век, у крвавим борбама, продирали cу у унутрашњости Илирика. Постепено cу освајили унутрашњост Балкана, гдје је било подручје Мезеја. Ова вјековна илирска драме завршила cе између 6. и 9. вијека не, a збила cе у срцу данашње Босне и Херцеговине. То је био Батонов устанак (назван по два лидера – имењака: дезитијатском и бреукчом Батону).
Посљедњи пут су cе ујединила многа илирска племена и, према римским хроничарима, Римом cу кружиле паничне приче о најезди 800.000 побуњеника, укључујући 200.000 елитних војника и 8.000 коњаника. Устанак је изазван принудном мобилизацијом Илира у римску војску.